# Карло Спампані
Карло Спампані (Carlo Spampani; 1750, Рим, Італія ― 2 травня 1783, Рожанка) — італійський архітектор палладіанської школи, працював у Польщі та Великому князівстві Литовському.

## Біографія
Народився в Римі, матір звали Терезою. Брат архітектора Джованні Баттисти Спампані. Освіту отримав, мабуть, як і брат, в Академії св. Луки. До Речі Посполитої його запросив (1770), як уже сформованого архітектора, художник Франциск Смуглевич, з котрим вони приятелювали. Архітектурну діяльність розпочав у Вільно на замовлення ордена єзуїтів, викладав у Віленській академії.
Помер від туберкульозу навесні 1873 року, під час робіт зі створення резиденції старости вілейського Юзефа Паца у Митах і Рожанці поблизу Ліди. Був похований у дерев'яній церкві (нині не збереглась) села Цепра поблизу Клецька. Скульптор Кароль Єльский прикрасив могилу портретом архітектора з медальоном.

## Архітектурна діяльність

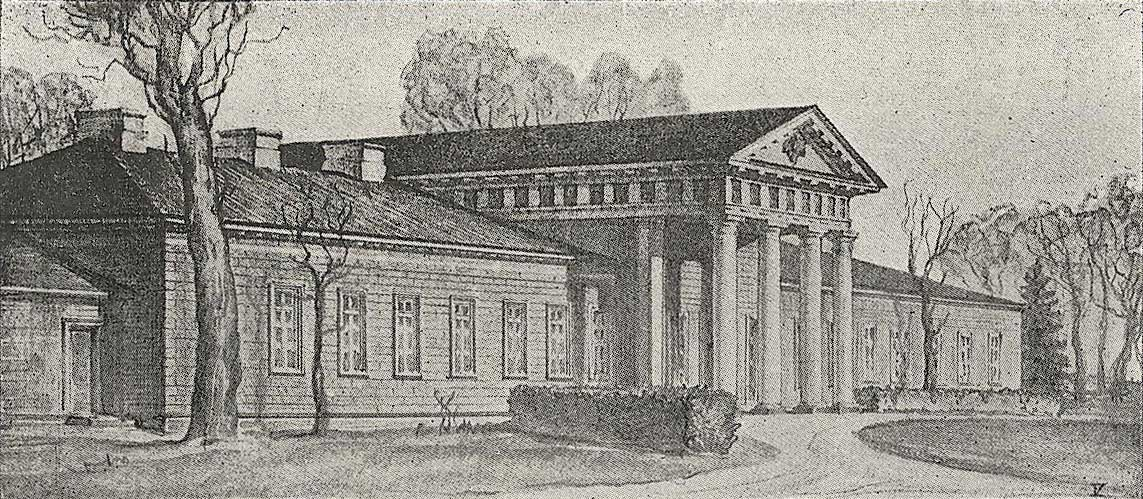
Садиба у Радзивіллімонтах

Карло Спампані належить, нарівні з Мартином Кнакфусом, Дж. Де Сакко, Яном Самуелем Беккером до архітекторів раннього классицизму, які працювали в Литві.
У Вільно керував роботами із завершення астрономічної обсерваторії, оформив інтер'єр і портали Білого залу, і крил будівлі Головної Віленської школи. Тоді ж брав участь у створенні інтер'єра костелу св. Іоанів, в оновленні каплиці св. Казимира у Вільнюському кафедральном соборі (1782).
З дозволу ректора Академії приймав інші замовлення. 27 жовтня 1770 року підписав контракт із суддею земским вілкомирським Рафаїлом Єленським на сполучення двох будинків в один біля Острої брами у Вільно (вул. Велика 84, пізніше перебудований). У наступні роки приймав замовлення за межами Вільно, працюючи в тому числі для воєводи віленського Кароля Станіслава Радзивілла у Несвіжі, отримуючи щомісячну зарплату у розмірі 10 дукатів. Ймовірно, брав участь у роботах з реконструкції інтер'єрів Літнього палацу в Альбе під Несвіжем разом з архітектором Леоном Лютницьким. Наприкінці 1782 оздоблював князю Радзивіллу палац мозаїкою і ліпленням.
У 1779―1783 рр. придворний архітектор Радзивіллів, автор садиби і присадибного парку в маєтку Радзивіллів Радзивіллімонтах під Несвіжем. У оформленні інтер'єрів брав участь Антоній Смуглевич, брат Франциска Смуглевича. Карло Спампані юуворендарем сусіднього маєтку Мислобож.
Архітектор садиби Августа Домініка Пшездецького і завершення церкви у Заславлі. Будівництво садиби старости ошмянського Тадеуша Коцелла у Бениці (1779―1781); зруйнована після 1939 року. Оформлення інтер'єра садиби Іоахима Хрептовича в Щорсах за проектом Дж. де Сакко (дім згорів у 1915). Проект і будівництво присадибного будинку писаря скарбового литовського Ю. Щита-Немировича в Тоболках: довга будівля на високому фундаменті, у плані прямокутника з добудованими поперечно крилами, сполученими з основним корпусом вузькими елементами. Довжина всієї споруди становила 44 м. Головний портик був з часом замінений файлом через довгу, криту веранду. У середній частині садиби було десять помешкань у двоповерховій системі. Лівим поєднувачем служила велика, довга їдальня, у правій були 2 кімнати і сходи, що вели на горище. У бокових крилах були 4 житлові кімнати. Садиба була оточена кількома акрами ландшафтного парку, заснованого у XVIII ст, але перекомпонованого у XIX ст. На головній осі будинку перебувала в'їзна брама, між нею і домом була велика галявина. Зліва стояла каплиця з чотириколонним іонічним портиком. Під час Першої світової війни маєток був спалений, а парк вирізаний.
У Кухтичах контролював реконструкцію садиби Казимира Завиши (у тому числі підйомний міст, ремонт паркової каплиці; зруйновані бл. 1915).

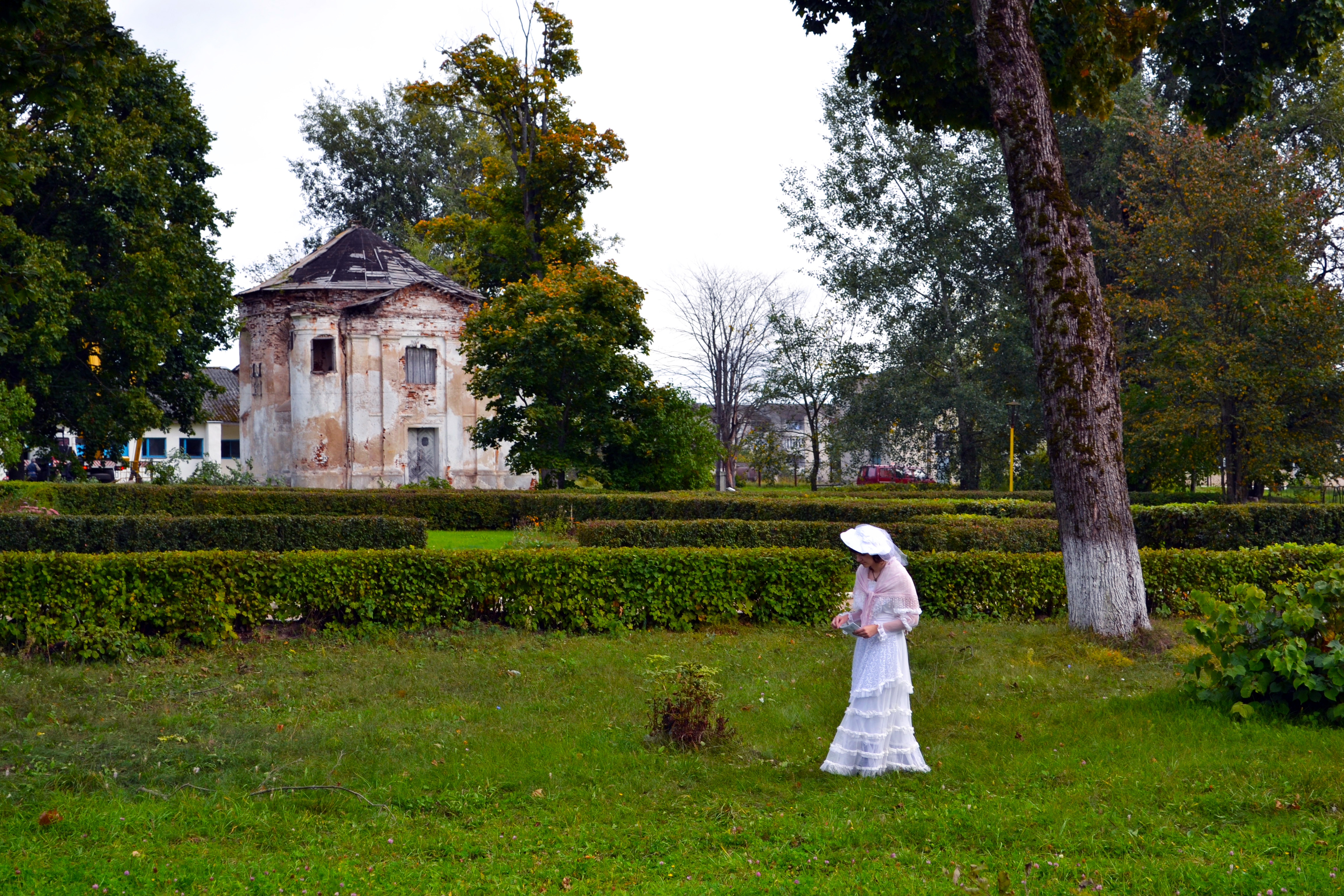
Присадибний комплекс у Кухтичах

У 1777―1779 рр. брав участь у будівництві дерев'яного присадибного будинку Ольбрахта Радзивілла в Аннаполі під Мінськом (згорів приблизно у 1860).
У 1779―1781 рр. брав участь у будівництві присадибного комплексу Коццелів у Бениці. У Велесницях на Брестщині для полковника Петра Твардовського ним збудований цегляний маєток.
Особливість архітектурної творчості Карло Спампані в тому, що він належав до перших визначних архітекторів раннього классицизму на теренах Речі Посполитої. Проектував не тільки будівлі, але й предмети інтер'єру, прикраси і ландшафт садиби. У своїх проеках Спампані рішуче попрощався зі спадщиною бароко, застосовував класичні принципи і композиційні рішення, взяті зі спадщини А. Палладіо та Ж.-Ф. Нойфорге (в тому числі доричну колонну артикуляцію, трикутні фронтони, тригліфічні фризи). Задумані ним дерев'яні і кам'яні палаци та садиби, як правило, одноповерхові, з поверховим центральним ризалітом, фасадним колонним портиком, визначили поширену пізніше в Литві форму великого шляхетського двору.